# Gayle Rubin
Gayle Rubin, född 1 januari 1949, är en amerikansk kulturantropolog och mest känd för sina publikationer om kön och genus. Rubin fick sitt genombrott 1975 med "The Traffic in Women: Notes on the 'Political Economy' of Sex" där hon myntade begreppet kön/genus-system. Genom att använda sig av bland andra Karl Marx, Claude Lévi-Strauss och Sigmund Freuds teorier påvisade Rubin detta system.
Rubin doktorerade i antropologi vid the University of Michigan år 1994. 2003 började hon arbeta vid universitetet.

## Feministiskt tänkande
Rubin tillhörde dem som under 1960- och 1970-talet utvecklade socialistisk feminism, i kritik mot marxismen som generell lösning av förtrycket av kvinnor.

### The Traffic in Women: Notes on the “Political Economy” of Sex (1975)
Den här essän utkom år 1975 och är en av Gayle Rubins mest lästa essäer. Det är i denna essä Rubin har myntat begreppet ”sex/gendersystem”, det vill säga kön/genussystemet. Rubin definierar begreppet som “the set of arrangements by which a society transforms biological sexuality into products of human activity, and in which these transformed sexual needs are satisfied". Rubin menar att genus inte är någonting naturgivet, utan ett resultat – en produkt – av sociala och kulturella faktorer och att genussystemet i sin tur är organiserade relationer. Dessa ser därmed heller inte identiska ut inom alla kulturer. I denna essä försöker Rubins påvisa behovet för dessa begrepp.
Rubin börjar med att titta på marxismen, men menar att den inte beaktar könsskillnader utan snarare bara klasskillnader. ”Women are oppressed in societies which can by no stretch to the imagination be described as capitalist”, säger Rubins även senare i essän, vilket innebär att marxismen inte är tillräcklig för att förstå upphovet till kvinnoförtryck. Förutom Karl Marx nämner Rubin även Friedrich Engels i essän, med anknytning till Engels verk Familjens, privategendomens och statens ursprung eftersom Engels talade om kvinnor, i betydelsen nämnde dem. Samt Claude Lévi-Strauss, Sigmund Freud och Jacques Lacan har även med sina tankar och teorier betydelse i Rubins analys av det som hon kallar för kön/genussystemet.

### Thinking Sex: Note for a Radical Theory of the Politics of Sexuality (1984)
Den här essän utkom år 1984 och är tillsammans med The Traffic in Women ett av Rubins mest lästa verk. Fokuset i denna essä ligger på sex och sexualitet, vilket skiljer sig från The Traffic in Women som koncentrerar sig på kön och genus.
Rubin menar att en sexuell essentialism har präglat i synnerhet den västerländska kulturen. Det vill säga en syn på sexualitet som någonting förutbestämt och oföränderligt, medan Rubin menar att sexualiteten är en produkt av sociala strukturer. Rubin menar även att sex och sexualitet betraktas som någonting negativt tills de kan förklaras som positiva. Till exempel sex till följd av äktenskap eller sex i syfte att fortplanta sig.

Gayle Rubins sexhierarki med den välsignade cirkeln och "the outer limits" (de yttre gränserna). Enligt versionen som skapades av Rubin 1982 – se hierarkin som tabell nedan.

Rubin har också illustrerat en värdehierarki för sexualitet och sexuella handlingar. Detta i form av en stor cirkel som rymmer en mindre cirkel (”The sex hierarchy: the charmed circle vs. The outer limits”). Det är den inre, välsignade cirkeln som består av den enligt modellen önskvärda sexualiteten, och den yttre av den icke-önskvärda. Till den inre cirkeln hör då inom äktenskapligt sex, mellan en man och en kvinna inom samma generation, hemma utan hjälpmedel eller porr, i reproduktivt syfte utan betalning. Den icke-önskvärda sexualiteten blir därmed det motsatta. Det vill säga sex utanför äktenskap, i grupp, sträckande över generationsgränser, utomhus med hjälpmedel eller porr, inte i syfte av reproduktion, för betalning. Detta innebär även att all typ av heterosexualitet inte ses som positiv sexualitet.
Sexuell stratifikation omnämns även i essän. Med sexuell stratifikation menas olika grupper av sexualitet som behandlas på ojämlika grunder, som exempel nämns bland annat sexarbetare. Rubin menar att det är sexlagar som inverkar på den sexuella stratifikationen mest och hon menar även att dessa typer av lagar inte hade blivit accepterade inom något annat domän tillhörande det sociala livet. Rubin menar att människor måste inse att på samma sätt som exempelvis mat varierar mellan och inom olika kulturer, gör även sex och sexualitet det.
| Rubins sexhierarki      | Rubins sexhierarki                            | Rubins sexhierarki                 | Rubins sexhierarki  |
| ----------------------- | --------------------------------------------- | ---------------------------------- | ------------------- |
| S/M                     | Homosexuellt                                  | Ogift                              | Promiskuöst         |
| Med tillverkade föremål | • Heterosexuellt • Vanilj • Endast kroppar    | • Gift • Monogamt • Fortplantning  | Ej fortplantning    |
| Pornografi              | • Ingen pornografi • Hemma • Samma generation | • Gratis • Ett par • I en relation | Mot betalning       |
| I parken                | Över generationsgränser                       | Tillfälligt                        | Ensam eller i grupp |

#### Mottagande
I essän "Thinking Sex" ville Rubin skilja sex och sexualitet från feminismen. Hon ansåg inte att feminismen var det lämpligaste tillvägagångssättet att redogöra för vad sexuell variation för henne de facto innebär. Detta har Rubin senare förklarat, då hon blivit intervjuad av Judith Butler, och menar att hon aldrig hade för avsikt att angripa feminismen. Rubin har för övrigt setts som en framträdande gestalt inom den sexpositiva feminismen.